# Бурый, Юрий Дмитриевич
Юрий Дмитриевич Бурый (17 ноября 1930 — 4 февраля 2018) — передовик советского сельского хозяйства, общественный и хозяйственный деятель Советского Союза и Российской Федерации, директор Горно-Алтайского опытно-производственного хозяйства, почётный гражданин Горно-Алтайска (2001), участник-партизан Великой Отечественной войны.

## Биография
Родился 17 ноября 1930 года в селе Новые Млины Борзнянского района Черниговской области Украинской ССР. К началу Великой Отечественной войны Юрий успел окончить три класса. Многие односельчане спешно покидали свои дома и отправлялись в эвакуацию. Семья Юрия также покинула родные пенаты. Они добрались до Брянска и попали в окружение. Многие от безысходности решили вернуться обратно. Там в родных местах и начали формироваться партизанские отряды. Мать оставив детей на бабушку, ушла партизанить. В возрасте одиннадцати лет Юрий также примкнул к партизанскому отряду, помогал, был посыльным, разведчиком. После освобождения территории Черниговской области вернулась мама, а уже в 1946 году с фронта пришёл отец. 
Продолжил занятия в школе, а в 1949 году, успешно сдав экзамены, поступил в Уманский сельскохозяйственный институт Черкасской области. По завершении обучения по комсомольской путёвке был направлен в Сибирь на освоение целинных и залежных земель. Трудовой путь начал в качестве агронома Бакчарского опорного пункта Северного садоводства Томской области. В 1960 году переехал на постоянное место жительство в Барнаул, где стал работать агрономом на Алтайской плодово-ягодной станции. В 1962 году возглавил Горно-Алтайское опытно-производственное хозяйство, где трудился до выхода на пенсию в 2003 году.
Автор множества статей в газетах, на его счету больше десятка научных работ. С его участием были выведены 170 новых сортов яблони, груши, сливы, смородины, малины. С 1993 по 2012 годы преподавал в сельскохозяйственном техникуме. Общий трудовой стаж составил 58 лет.   
Решением 11 сессии Горно-Алтайского городского Совета депутатов №11-13 от 24 мая 2001 года за большую научно-исследовательскую и пропагандистскую деятельность в области сельского хозяйства, озеленение горного садоводства в Республике Алтай был удостоен звания «Почётный гражданин Горно-Алтайска».
Проживал в Горно-Алтайске. Умер 4 февраля 2018 года.

## Награды
За трудовые успехи удостоен:
- Орден «Знак Почёта»
- Орден Дружбы народов Монголии
- Ветеран труда
- другие медали;
- Заслуженный агроном РСФСР (1972)
- Заслуженный работник сельского хозяйства Республики Алтай (2005)
- Почётный гражданин Горно-Алтайска (2001).